# شهرستان کوریلسکی
شهرستان کوریلسکی (به لاتین: Kurilsky District) یک شهرستان در روسیه است که در استان ساخالین واقع شده‌است.